# Kreuzauffindungskirche (Krzywe Koło)
Die Dorfkirche der Auffindung des Heiligen Kreuzes kurz Kreuzauffindungskirche in Krzywe Koło (deutsch Kriefkohl) ist eine Filialkirche der Kirchengemeinde in Güttland/Koźliny.

## Geschichte
Die Kirche wurde im 14. Jahrhundert als gotische Holzkapelle errichtet, im 15. Jahrhundert erweitert und von 1685 bis 1687 komplett umgebaut. 1747 erhielt der Bau einen Turm und eine Westvorhalle. 1879 wurde die Kirche außen gotisierend instand gesetzt und südlich ein Kapellenanbau angefügt. Von der zweiten Hälfte des 16. Jahrhunderts bis 1945 war die Kirchengemeinde Kriefkohl lutherisch.

## Bauwerk
Die vierachsige Kirche ohne Querhaus ist geostet und erhebt sich als ziegelgedeckter Backsteinbau auf einem Feldsteinsockel. Der Kirchturm ist aus Holz und hat eine vorgelegter Westhalle. Ein gotisierter Stufengiebel bildet eine Bekrönung der Vorhalle. Die Ostfassade trägt ebenfalls einen solchen Stufengiebel. Steinerne Kanonenkugeln in den Außenwänden der Kirche sollten an die Kämpfe während der schwedischen Kriege in dieser Gegend mahnen. Über dem Eingang zur Vorhalle ist das Wappen von Danzig zu sehen, das auf einem Schild mit Blätterkranz platziert ist.

## Innenausstattung
Die Innenausstattung mit zwei hölzerne polychromen Emporen aus dem ausgehenden 17. Jahrhundert, ist reich und vollständig original.
Bei Restaurierungsarbeiten wurden 2019 Malereien entdeckt, die jahrhundertelang unter einer einfarbigen Übermalung verborgen waren. Neben den ikonographischen Darstellungen enthalten die Bemalungen auch Inschriften. So trägt das Chorgestühl trägt Porträtdarstellungen u. a. von Jesus mit den 12 Aposteln, der Jungfrau Maria, und mehrere biblischer Gestalten.